# Nadie hablará de nosotras cuando hayamos muerto
Nadie hablará de nosotras cuando hayamos muerto és una pel·lícula espanyola de drama i cinema negre de 1995 dirigida per Agustín Díaz Yanes i guanyadora de vuit premis Goya en la X edició. La pel·lícula va tenir una continuació tretze anys després titulada Sólo quiero caminar.

## Repartiment
- Gloria Duque - Victoria Abril
- Doña Julia - Pilar Bardem
- Eduardo - Federico Luppi
- Doña Amelia - Ana Ofelia Murguía
- Oswaldo - Daniel Giménez Cacho
- Juan - Ángel Alcázar
- Ramiro - Saturnino García
- María Luisa - Marta Aura
- Evaristo - Guillermo Gil

## Argument
Una espanyola alcohòlica establerta a Mèxic, Gloria Duque, presencia un tiroteig entre mafiosos i policies mentre exerceix la prostitució. Un dels policies, abans de morir, li lliura un portafolis amb les adreces on la banda blanqueja diners a tot el món. Gloria és repatriada a Espanya i torna a casa del seu marit en coma i la seva sogra, una dona de gran enteresa que sent un gran afecte per la seva nora, i fa classes per pagar la hipoteca.
Gloria localitza en el portafolis una pelleteria que es dedica al blanqueig de diners i decideix robar-hi fent un forat des del pis de dalt, però triga més temps del previst i els amos tornen abans que Gloria pugui agafar els diners, fet que li dona el temps just per escapar.
Mentrestant un dels mafiosos, Eduardo, rep l'encàrrec d'anar a buscar Gloria a Madrid per matar-la, però té dubtes perquè creu que la seva filla està malalta com a càstig diví per la seva vida d'assassí. Gloria intenta trobar treball sense èxit i decideix atracar la pelleteria, però quan surt es troba Eduardo, que la condueix al pis dels mafiosos. Eduardo intenta convèncer el seu company que la deixi amb vida, però acaba matant Eduardo. El mafiós tortura Gloria copejant-la i ferint-li el genoll amb un llevataps, però ella aconsegueix matar-lo clavant-li un bolígraf en el coll.
La sogra de Gloria demana diners a una amiga rica per acabar de pagar la hipoteca i se suïcida obrint el gas, i mata també al seu fill. També deixa una nota a Gloria demanant-li que es tregui el graduat escolar i que sigui tot el feliç que pugui.

## Palmarès cinematogràfic
Festival Internacional de Cinema de Sant Sebastià
| Any  | Categoria                             | Persona                  | Resultat |
| ---- | ------------------------------------- | ------------------------ | -------- |
| 1995 | Conquilla de Plata a la millor actriu | Victoria Abril           | Ganadora |
| 1995 | Premi especial del jurat              | Premi especial del jurat | Ganadora |

X Premis Goya
| Categoria                        | Persona                                  | Resultat   |
| -------------------------------- | ---------------------------------------- | ---------- |
| Millor pel·lícula                | Millor pel·lícula                        | Guanyadora |
| Millor director novell           | Agustín Díaz Yanes                       | Guanyador  |
| Millor actriu                    | Victoria Abril                           | Guanyador  |
| Millor actor                     | Federico Luppi                           | Candidat   |
| Millor actriu secundària         | Pilar Bardem                             | Guanyadora |
| Millor guió original             | Agustín Díaz Yanes                       | Guanyador  |
| Millor música original           | Bernardo Bonezzi                         | Guanyador  |
| Millor muntatge                  | José Salcedo                             | Guanyador  |
| Millor direcció de producció     | José Luis Escolar                        | Guanyador  |
| Millor maquillatge i perruqueria | Ana Lozano Carlos Paradela Jesús Moncusi | Candidats  |

Cercle d'Escriptors Cinematogràfics
| Any  | Categoria         | Persona            | Resultat  |
| ---- | ----------------- | ------------------ | --------- |
| 1995 | Millor pel·lícula | Millor pel·lícula  | Ganadora  |
| 1995 | Premi revelació   | Agustín Díaz Yanes | Guanyador |